# William Cecil, 1. Baron Burghley

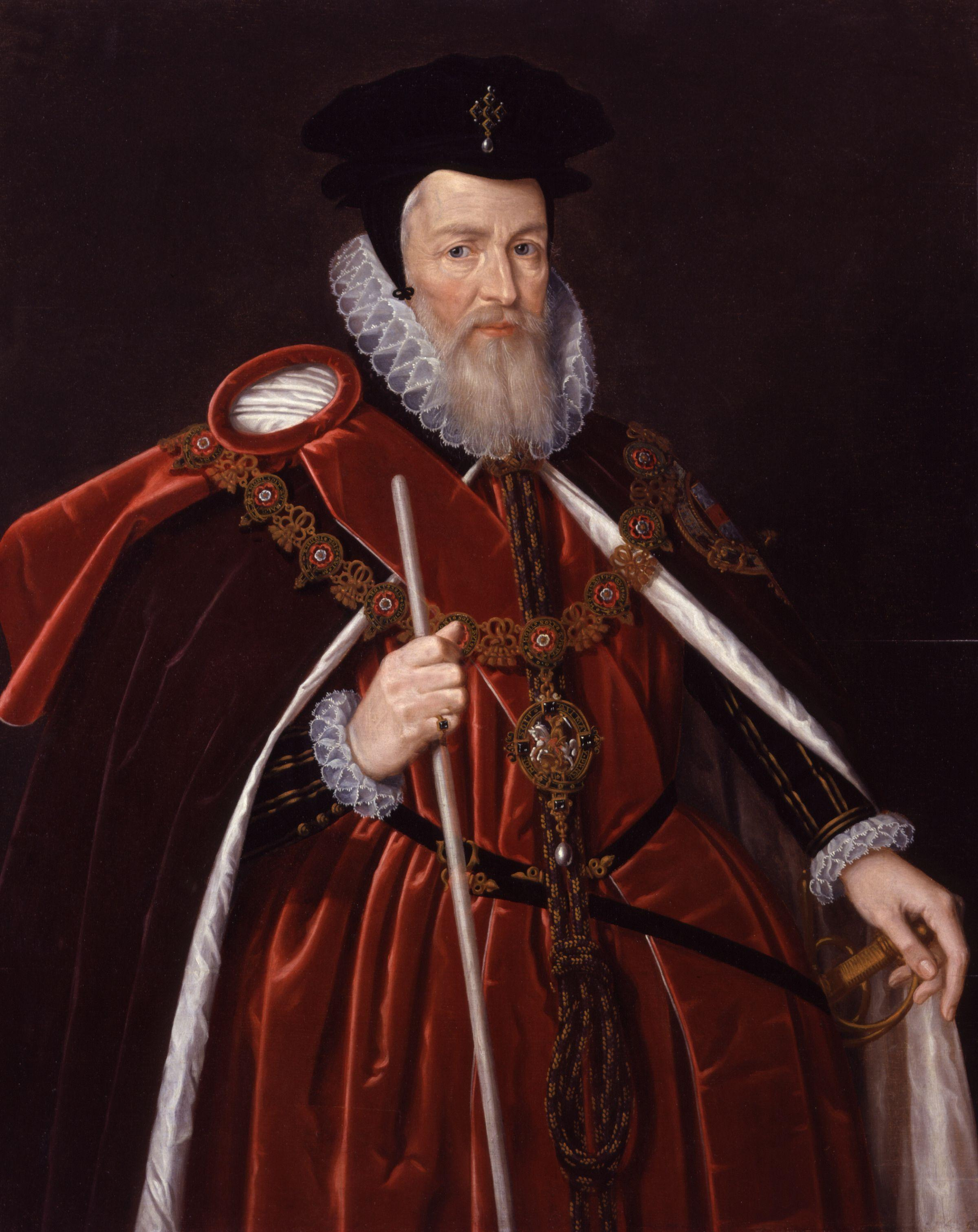
Der Lord High Treasurer Baron Burghley mit weißem Stab als Insignium der Macht

William Cecil, 1. Baron Burghley KG, PC (* 13. September 1521 (nach anderen Quellen: 1520) in Bourne (Lincolnshire); † 4. August 1598 in London) war ein englischer Politiker, führender Staatsmann und erster Minister von 1558 bis 1598, also während des größten Teils der Regierungszeit von Königin Elisabeth I. Er entstammte dem Adelsgeschlecht Cecil.

## Leben
Cecil wurde 1521 in Lincolnshire als einziger Sohn Richard Cecils, des Grundherrn (Lord of the Manor) von Burghley, und dessen Frau Jane Heckington geboren. Er wuchs zunächst in Burghley auf, dann in Northamptonshire und schließlich in Cambridgeshire.
Er studierte von 1535 bis 1540 am St John’s College, Cambridge Rechtswissenschaften, wobei er John Cheke als Tutor und Roger Ascham als Kommilitonen kennenlernte, und wechselte nach sechs Jahren ohne Degree ans Gray’s Inn in London. Er besaß ein außerordentliches „griechisches Wissen“. Er heiratete, wahrscheinlich noch als Student in Gray Inn, zunächst Mary Cheke, die Schwester seines Tutors, die ihm einen Sohn namens Thomas gebar und nach etwa zwei Jahren Ehe starb. Drei Jahre später heiratete er Mildred, die älteste von fünf Töchtern von Sir Anthony Cooke, die als eine der gebildetsten Frauen Englands galt. Deren Schwester Anne wurde die Frau von Sir Nicholas Bacon, Lord Keeper of the Great Seal, und Mutter des berühmten Sir Francis Bacon. Cheke, Ascham und Cooke waren allesamt Tutoren des Kronprinzen Edward, die William Cecil die Tore für seine spätere Laufbahn im Dienst der Krone öffneten, als er am Hofe Heinrichs VIII. bei Edward Seymour, 1. Duke of Somerset, einem Bruder der späteren Königin Jane Seymour, in Diensten stand und sein persönlicher Sekretär wurde. Von 1547 bis 1552 war Cecil als Burgess für Stamford Abgeordneter im House of Commons. Cecil war Protestant und gehörte zur Partei um Erzbischof Thomas Cranmer. Als der Duke of Somerset (nun Lordprotektor) während der Regierungszeit seines Neffen Edward VI. in Ungnade fiel (1549), wechselte Cecil ins Lager von John Dudley, 1. Duke of Northumberland und wurde bald erster Staatssekretär in dessen Regierung. Er wurde auch engster Vertrauter des mächtigen Dukes. Der Duke of Northumberland wies ihm die Verwaltung der Grundstücke von Prinzessin Elisabeth zu, wodurch sie ihn als Vertrauensperson schätzen lernte. Cecil wurde 1550 zum Knight Bachelor geschlagen und hatte von 1552 bis 1553 das Amt des Kanzlers des Hosenbandordens inne. Während der Thronfolgekrise um Lady Jane Grey im Juli 1553 nutzte er die Abwesenheit des Dukes of Northumberland, um den entscheidenden Umschwung im Privy Council einzufädeln, der zur Proklamation Marias I. in London führte. In der Regierungszeit von Königin Maria I. nahm er den katholischen Glauben an und übernahm kleinere diplomatische Aufgaben. 1555 und 1559 war er als Knight of the Shire für Lincolnshire und 1562 bis 1567 für Northamptonshire Mitglied des House of Commons.
Als im Jahre 1558 die jüngere Halbschwester der Königin, Elisabeth I., auf den Thron kam, ernannte sie William Cecil umgehend zu ihrem Staatssekretär. Im Jahr 1571, in Erwartung einer Heirat zwischen Cecils Tochter Anne (geboren 1556) mit Edward de Vere, 17. Earl of Oxford, verlieh ihm die Königin 1571 die erbliche Peerswürde als Baron Burghley, nahm ihn 1572 als Knight Companion in den Hosenbandorden auf und ernannte ihn 1572 zum Lord High Treasurer (Lordschatzmeister). Dieser lukrative Posten ermöglichte es Lord Burghley, seine gewaltigen Schlossbauprojekte (Theobalds und Burghley House) schuldenfrei zu finanzieren. Ebenfalls wichtig für Burghleys Schuldenfreiheit (unter damaligen Höflingen und Politikern einzigartig) war, dass er dem Court of Wards vorstand und somit die Vermögen sämtlicher königlicher Mündel aus dem Hochadel zu seinen Gunsten verwalten konnte. Als großer Finanzfachmann pflegte Burghley auch enge Verbindungen zu den Kaufleuten der Stadt London und legte seine „Ersparnisse“ zunächst in Antwerpen, später in Hamburg an.

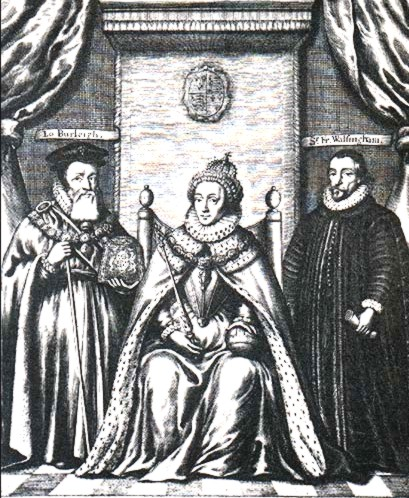
William Cecil, Königin Elisabeth I. und Francis Walsingham (Kupferstich von William Faithorne, 1655)

 William Cecil trug in hohem Maße zu Elisabeths Neuordnung der englischen Kirche bei (Anglican Settlement). Cecil fürchtete den Katholizismus mehr als politische denn als religiöse Gefahr. Obwohl er mit dem Puritanismus sympathisierte, erkannte er, dass der Calvinismus von John Knox niemals mit der Anglikanischen Kirche vereinbar war. Cecils Haltung gegen zu starke katholische Tendenzen in der englischen Kirche wurde deutlich, als er nicht zögerte, dem Erzbischof von Canterbury John Whitgift wegen der Durchsetzung des Artikels von 1583 Vorhaltungen zu machen: „… nach meiner bescheidenen Einschätzung, sind diese Art Maßnahmen zu sehr wie die römische Inquisition und eher ein Mittel nach Missetätern zu suchen als diese zu bessern …“ (“… according to my simple judgment, this kind of proceeding is too much savouring of the Romish inquisition, and is rather a device to seek for offenders than to reform any …”).
In der Auseinandersetzung mit Schottland legte er den Grundstein für den Beistand und Einfluss Englands zugunsten des dortigen protestantischen Regimes, als er den Vertrag von Edinburgh (1560) aushandelte. Nach der Ermordung von Lord Darnley glaubte William Cecil offenbar daran, dass Maria Stuart am Tode ihres Gemahls beteiligt war. Anders als mehrere andere englische Staatsmänner war Cecil gegen eine Wiedereinsetzung Maria Stuarts als schottische Königin zu für England vorteilhaften Bedingungen. Er konnte sich jedoch bezüglich einer Hinrichtung Marias, die er sehr befürwortete, jahrzehntelang nicht bei Elisabeth durchsetzen.
Als im Frühjahr 1569 Mitglieder des Hochadels um Thomas Howard, 4. Duke of Norfolk den Staatssekretär loswerden wollten, stützte Königin Elisabeth ganz unerschrocken ihren Minister. Später im Jahr brachte das Ansinnen des Duke of Norfolk, Maria Stuart zu heiraten, ihn in den Tower, was schließlich mit seiner Hinrichtung auf Burghleys Betreiben im Juni 1572 endete.
Das stärkste Lob erhielt er von der Königin selbst, als sie über ihn sagte: „Dies ist meine Einschätzung von Euch, dass Ihr durch keinerlei Geschenke korrumpiert werden könnt und dass Ihr dem Staat treu bleiben werdet.“ (“This judgment I have of you, that you will not be corrupted with any manner of gifts, and that you will be faithful to the state.”)
Seinen jüngeren Sohn, Sir Robert Cecil, konnte Burghley in den 1590er Jahren gegen Robert Devereux, 2. Earl of Essex als neuen Staatssekretär etablieren. Der jüngere Cecil übernahm Burghleys politischen Anhang und wurde eine Art Premierminister. Er erreichte einen glatten Übergang der Macht auf das Haus Stuart unter König Jakob I. Burghleys älterer Sohn, Sir Thomas Cecil, erbte nach dem Tod des Vaters dessen Titel und wurde später zum Earl of Exeter erhoben.

## Nicholas White
Die umfangreichste erhalten gebliebene persönliche Korrespondenz ist die mit dem irischen Richter Nicholas White. Sie reicht von 1566 bis 1590 und ist in den State Papers Ireland 63 und Lansdowne MS 102 enthalten, findet aber in der Literatur über Cecil kaum Erwähnung.
White war während seiner Studienzeit in London Erzieher der Kinder Cecils. Die Korrespondenz zeigt, dass Cecil ihm lange Zeit wohlwollend gesinnt war. Am Ende aber geriet White in eine Dubliner Kontroverse über die Bekenntnisse eines intriganten Priesters, in denen die Rechtmäßigkeit der Herrschaft der Königin über Irland bestritten wurde. Infolgedessen gab Cecil seine langjährige Protektion Whites auf. Der Richter wurde in London bestraft und starb wenig später.
Whites bekanntester Dienst für Cecil war sein Besuch bei Maria Stuart, der Königin von Schottland, im Jahre 1569, während der frühen Jahre ihrer Haft in England. Möglicherweise verfasste er auch eine englische Übersetzung der Argonautensage und veröffentlichte sie in den 1560er Jahren, es blieb allerdings keine Kopie davon erhalten.